# 伊村晟
伊村 晟（いむら あきら、1944年8月31日 - ）は、日本の技術者。豊田自動織機の代表取締役会長、愛知県公安委員会委員長などを務めた。

## 人物・経歴
1968年に早稲田大学理工学部を卒業し、豊田自動織機製作所に入社する。
1993年豊田自動織機製作所コンプレッサー事業部技術部長。1997年豊田自動織機製作所取締役。2003年イヅミ工業代表取締役社長。
2006年豊田自動織機専務取締役。2007年豊田自動織機取締役副社長。2010年豊田自動織機代表取締役副会長。2011年豊田自動織機代表取締役会長。2013年豊田自動織機相談役。
2014年から愛知県公安委員会委員長。のち、更生保護法人愛知県更生保護協会理事長を務め、新型コロナウイルス感染症の世界的流行を受け、保護施設の利用者にマスクを寄贈するなどした。